# San Giorgio di Lomellina
San Giorgio di Lomellina är en ort och kommun i provinsen Pavia i regionen Lombardiet i Italien. Kommunen hade 1 055 invånare (2018).